# Нюрдор-Котья
Нюрдор-Котья — село в Вавожском районе Удмуртии. Образовывало муниципальное образование Нюрдор-Котьинское со статусом сельского поселения как единственный населённый пункт в его составе.
Законом Удмуртской Республики от 26 апреля 2021 года № 30-РЗ сельское поселение к 9 мая 2021 года было упразднено в связи с преобразованием муниципального района в муниципальный округ.

## География
Располагается в 6 км северо-западнее Вавожа.

## Население
| 2010  | 2012  | 2013  | 2014  | 2015  | 2016  |
| ----- | ----- | ----- | ----- | ----- | ----- |
| 1055  | ↗1056 | ↘1053 | ↗1067 | ↘1056 | ↗1065 |
| 2017  | 2018  | 2019  | 2020  | 2021  |       |
| ↘1055 | ↘1022 | ↘1015 | ↘993  | ↗994  |       |

Национальный состав
По данным Всероссийской переписи населения 2010 года.
| Национальная принадлежность                                   | Численность (чел.) | Доля от всего населения, % |
| ------------------------------------------------------------- | ------------------ | -------------------------- |
| русские                                                       | 612                | 58,0 %                     |
| удмурты                                                       | 416                | 39,4 %                     |
| белорусы                                                      | 6                  | 0,6 %                      |
| поляки                                                        | 6                  | 0,6 %                      |
| татары                                                        | 5                  | 0,5 %                      |
| украинцы                                                      | 4                  | 0,4 %                      |
| азербайджанцы                                                 | 3                  | 0,3 %                      |
| марийцы                                                       | 3                  | 0,3 %                      |
| немцы                                                         | 3                  | 0,3 %                      |
| другие (в том числе не указавшие национальную принадлежность) | 7                  | 0,7 %                      |

## Местное самоуправление
Главой сельского поселения является Подшивалова Елена Геннадьевна

## История
В 1942—1943 годах в селе начало работать торфопредприятие «Нюрдор-Котья».
Нюрдор-Котья заняло 3-е место в конкурсе «Самый благоустроенный населенный пункт Удмуртии» в 2011 году.

## Известные люди
В селе Нюрдор-Котья живёт паравелосипедистка, чемпионка России по велоспорту, седьмая на чемпионате мира, третья — в Европе Ольга Мурашова

## Примечательные деревья
На территории деревни произрастают три сосны сибирских кедровых, две из которых посажены Микошей Бердниковым на собственном огороде в 1860 году, а одна в 1880—1890 гг выращена из их семени внуком — Яковом Фёдоровичем Бердниковым, который, будучи неходячим инвалидом, смог выходить лишь одно деревце. Первые два «кедра Микоши» на 2020 год имеют высоту в 18,5 м, окружность 2,5 м и 2,6 м, диаметр 0,79 м и 0,83 м, координаты: 56.831298 с. ш., 51.847814 в. д. «Кедр Якова» на 2020 год имеет высоту 16,5 м, диаметр 0,67 м, координаты: 56.830968 с. ш., 51.847851 в. д.